# 업라이트 스핀

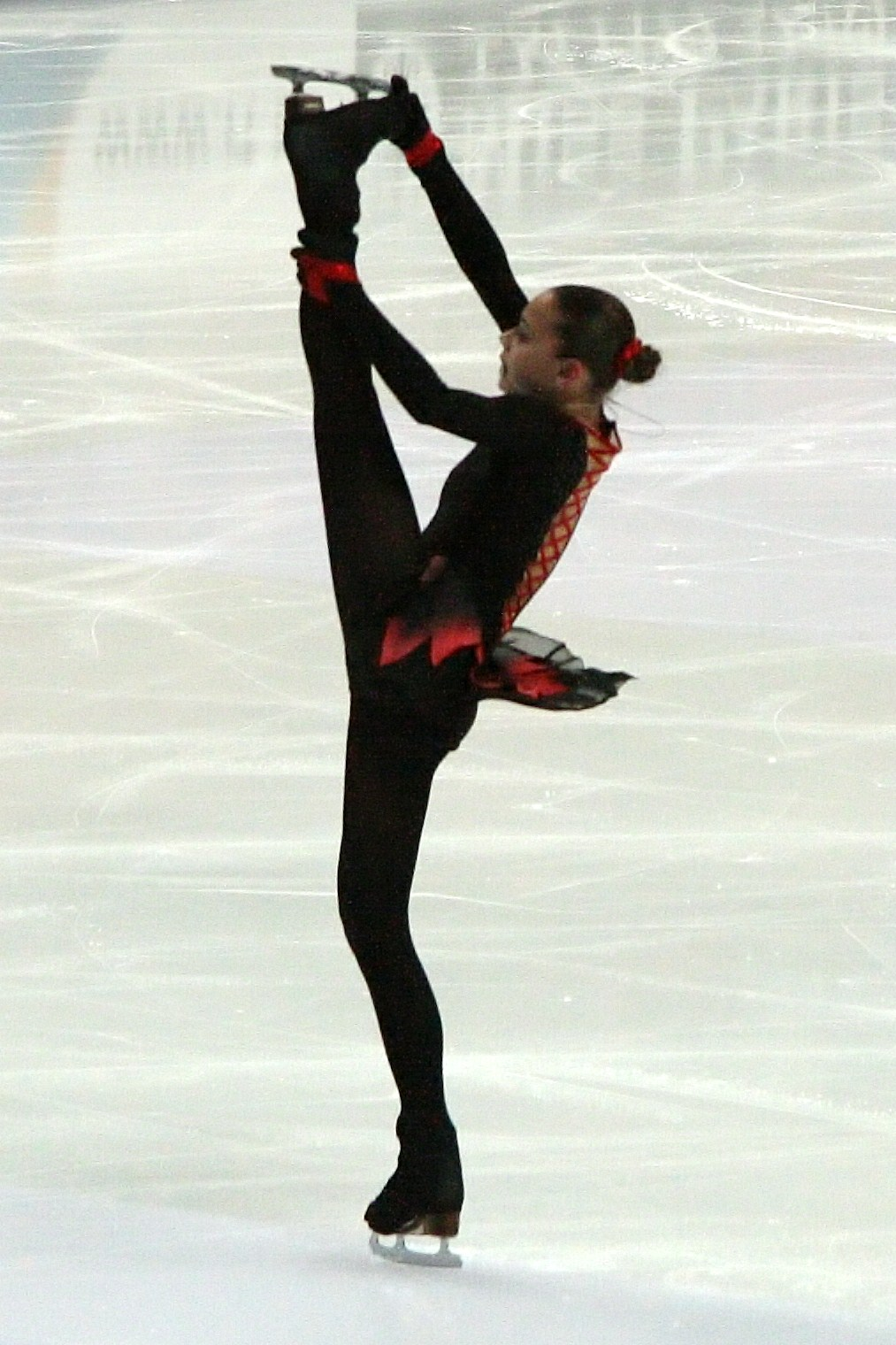

업라이트 스핀은 세가지 기본 피겨 스케이팅 스핀 위치중 하나이다. 그것은 카멜 위치가 아닌 경우 확장 스케이팅 다리와 스핀 위치로 정의된다. 업라이트 스핀의 대중적인 두가지 변화는 레이백 스핀과 비엘만 스핀이다.

## 유형
업라이트 스핀에서 많은 유형이 있다.
- 기본 두발 스핀은 스케이트 선수가 얼음판에서 두발을 회전하는 수직 스핀이다.

## 참조
1. ↑  “ISU Communication No. 1445”. 2007년 10월 22일에 원본 문서에서 보존된 문서. 2015년 1월 9일에 확인함.